# Rachel Bernstein
Rachel Bernstein Wischnitzer (Minsk, Rusia, 15 de abril de 1885-Manhattan, Nueva York, Estados Unidos, noviembre de 1989) fue una arquitecta, historiadora, especialista en arquitectura sinagogal, docente y crítica de arte rusa.

## Primeros años
Rachel Bernstein, nació en Minsk, Rusia el 15 de abril de 1885. Tras graduarse en la Escuela Secundaria en Varsovia en 1902, estudió en la Universidad de Heidelberg (1902-1903) en Alemania, en la Real Academia de Bellas Artes de Bruselas (1903-1905), y en la Escuela Especial de Arquitectura de París (1905-1907), donde fue una de las primeras mujeres en obtener el título de arquitecta. Continuó su formación con cursos en Historia del Arte en la Universidad de Munich (1909-1910).
En junio de 1912, Rachel Bernstein se casó con Mark Wischnitzer, quien fue uno de los editores de la Enciclopedia Judía rusa. Mark Wischnitzer, sirvió en la armada austríaca durante la Primera Guerra Mundial; durante ese tiempo Bernstein vivió en Viena y en Berlín. Después de la guerra, la pareja se trasladó a Londres durante un año. El único hijo de la pareja Leonard James Wischnitzer nació en Berlín en enero de 1924.

## Trayectoria
Trabajó en el equipo de la Evreiskaia Entsiklopediia (Enciclopedia judía en lengua rusa). Contribuyó con artículos sobre arquitectura, artistas, objetos ceremoniales y además como crítica de arte para la revista Russkaya Mysl.
Bernstein estudió los manuscritos hebreos iluminados en el Museo Británico y en la Biblioteca Bodleiana (Bodleian Library), además de contribuir con artículos para la agencia de noticias internacional Christian Science Publishing Society.
Bernstein y Wischnitzer, publicaron la doble revista de arte Rimon (hebreo) y Milgroim (judeoalemán). Las revistas fueron publicadas desde 1922 hasta 1924.
Bernstein también trabajó como editora de la Enciclopedia Judaica publicada en Berlín desde 1928 hasta 1934 y como directora del Museo Judío de Berlín desde 1933 hasta 1938.
En 1938 junto a su familia emigró a París. Bernstein y su hijo continuaron su viaje hacia los Estados Unidos en 1940.
En 1944 Bernstein regresó a la universidad consiguiendo su máster del Instituto de Bellas Artes de la Universidad de Nueva York. Su tesis con título The Messianic Theme in the Paintings of the Dura Synagogue fue publicada en 1948.
Rachel Bernstein Wischnitzer enseñó Bellas Artes en el Stern College de la Universidad Judía desde 1956 hasta su jubilación en 1968.
Murió en Nueva York, Estados Unidos, en 1989 a los 104 años de edad.

## Libros
- Symbole und Gestalten der Jüdischen Kunst (Symbols and forms of Jewish art) (1935)
- The Messianic Theme in the Paintings of the Dura Synagogue (1948)
- Synagogue Architecture in the United States (1955)
- The Architecture of the European Synagogue (1964)
- From Dura to Rembrandt (1990)